# 嫉妬 (1971年の映画)
『嫉妬』（しっと）は、1971年に製作された日本映画。貞永方久監督。岩下志麻主演。原作は藤本義一の同名小説。製作は石原プロモーション。公開時のキャッチコピーは岩下志麻/ 浅丘ルリ子 天下の美女 華麗な対決！

## ストーリー
夫がクラブのママと心中。しかし女は生き残り、夫だけが死んでしまった。妻は嫉妬心に苛まれた末、夫を死に導いた女の店でホステスとして働きはじめる。

## キャスト
- 野口姿津子：岩下志麻
- 永井扶美子：浅丘ルリ子
- 池沢達也：細川俊之
- 野口高史：加藤潤
- 妹節子：槙摩耶
- 芳子：中村美代子
- 亮一：岡浩也
- 岡村部長：南原宏治
- 佐伯課長：土紀洋児
- 可奈子：高樹蓉子
- 章子：秋とも子
- 綾：茅淳子
- 道子：牧まさみ
- 玲子：横山あさの
- 刑事：山本幸栄
- 女中：坂田多恵子[1]

## スタッフ
- 製作 - 江夏浩一、礒田啓二、銭谷功
- 監督 - 貞永方久
- 原作 - 藤本義一
- 脚本 - 貞永方久、成田孝雄
- 撮影 - 加藤正幸
- 照明 - 藤林甲
- 美術 - 梅田千代夫
- 録音 - 橋本文雄
- 編集 - 渡辺士郎
- 音楽 - 池野成
- 助監督 - 村川透、堀内孝三
- 現像 - 東洋現像所
- 製作 - 石原プロモーション